# Obrazów
Obrazów – wieś w Polsce położona w województwie świętokrzyskim, w powiecie sandomierskim, w gminie Obrazów.
Miejscowość jest siedzibą gminy Obrazów.
Historycznie położony jest w Małopolsce, w ziemi sandomierskiej.
Przez Obrazów przebiega droga krajowa nr 77 z Lipnika do Przemyśla.
W roku 2021 we wsi mieszkało 436 osób, 48.6% stanowiły kobiety, a 51.4% - mężczyźni.
| Integralne części wsi Obrazów |         |           |
| SIMC                          | Nazwa   | Rodzaj    |
| 0800930                       | Kolonie | część wsi |

## Historia
Pierwsze wzmianki o miejscowości pochodzą z XIII wieku. Według Kodeksu Małopolskiego 4 lutego 1256 r. odbył się tu wiec dostojników małopolskich z księciem krakowskim i sandomierskim Bolesławem. Miejscowa parafia istnieje od co najmniej 1254 r.
Początkowo nazwę wsi zapisywano jako Obrzazów. Według Jana Długosza wieś była w XIV wieku podzielona na trzy części. Jedna z nich była uposażeniem kościoła św. Ducha w Sandomierzu. Do kościoła i przykościelnego szpitala należały 4 łany kmiece oraz karczma. Druga część Obrazowa, z karczmą i 2 łanami należała do Mikołaja Broniewskiego herbu Tarnawa, trzecia z jedną karczmą i zagrodnikiem była własnością Jana Gremby. Wszystkie te trzy części oddawały dziesięcinę miejscowemu plebanowi. Na początku XV wieku połowa wsi znalazła się w posiadaniu kościoła św. Ducha z Sandomierza. W 1623 r. wieś była własnością Hermolausa Ligęzy, kasztelana zawichojskiego. W 1725 r. – rodziny Sapiehów.
W 1809 r. stały tu wojska austriackie, które w nocy z 15 na 16 czerwca uderzyły na Sandomierz. Kapitulacja wojsk polskich, broniących miasta, podpisana została właśnie w Obrazowie.
W drugiej połowie XIX wieku wieś była własnością rodziny Wawrów, pozostawała nią do końca II wojny światowej.
2 listopada 1914 r. wojska austriackie i rosyjskie stoczyły w tych okolicach bitwę. W jej wyniku Austriacy zostali zmuszeni do wycofania się za Wisłę.
8 września 1939 r. IX kompania Wojska Polskiego stoczyła tu walkę z oddziałem niemieckim. W 1942 r. Armia Krajowa zorganizowała tutaj podchorążówkę. W akcji 27 czerwca 1941 r. miejscowa placówka AK rozbiła posterunek granatowej policji w Obrazowie. W drugiej połowie 1944 i na początku 1945 r. toczyły się tu ciężkie walki o przyczółek baranowsko-sandomierski. Przez kilka miesięcy linia frontu przebiegała wzdłuż doliny Opatówki. W czasie walk zniszczonych zostało wiele miejscowym gospodarstw, zginęło też kilkudziesięciu mieszkańców.
W latach powojennych w Obrazowie powstały sady jabłoniowe – obecnie jabłoń jest symbolem gminy Obrazów.
W latach 1954–1972 wieś należała i była siedzibą władz gromady Obrazów. W latach 1975–1998 miejscowość administracyjnie należała do województwa tarnobrzeskiego.

## Zabytki
- Barokowy kościół pw. św. Piotra i Pawła, wzniesiony w latach 1760-1767 w miejsce dawnego kościoła drewnianego. Został ufundowany przez kanonika krakowskiego Andrzeja Potockiego. Jest to świątynia jednonawowa z trójbocznie zamkniętym prezbiterium. Wewnątrz kościoła znajduje się sklepienie żaglaste, rokokowy ołtarz główny oraz późnobarokowy kartusz z epitafium fundatora świątyni.

Kościół wraz z dzwonnicą z II połowy XVIII w. został wpisany do rejestru zabytków nieruchomych (nr rej.: A.706/1-2 z 20.01.1966 i z 16.06.1977).
- Cmentarz parafialny (nr rej.: A.707 z 17.06.1988)[8].